# FN HMP

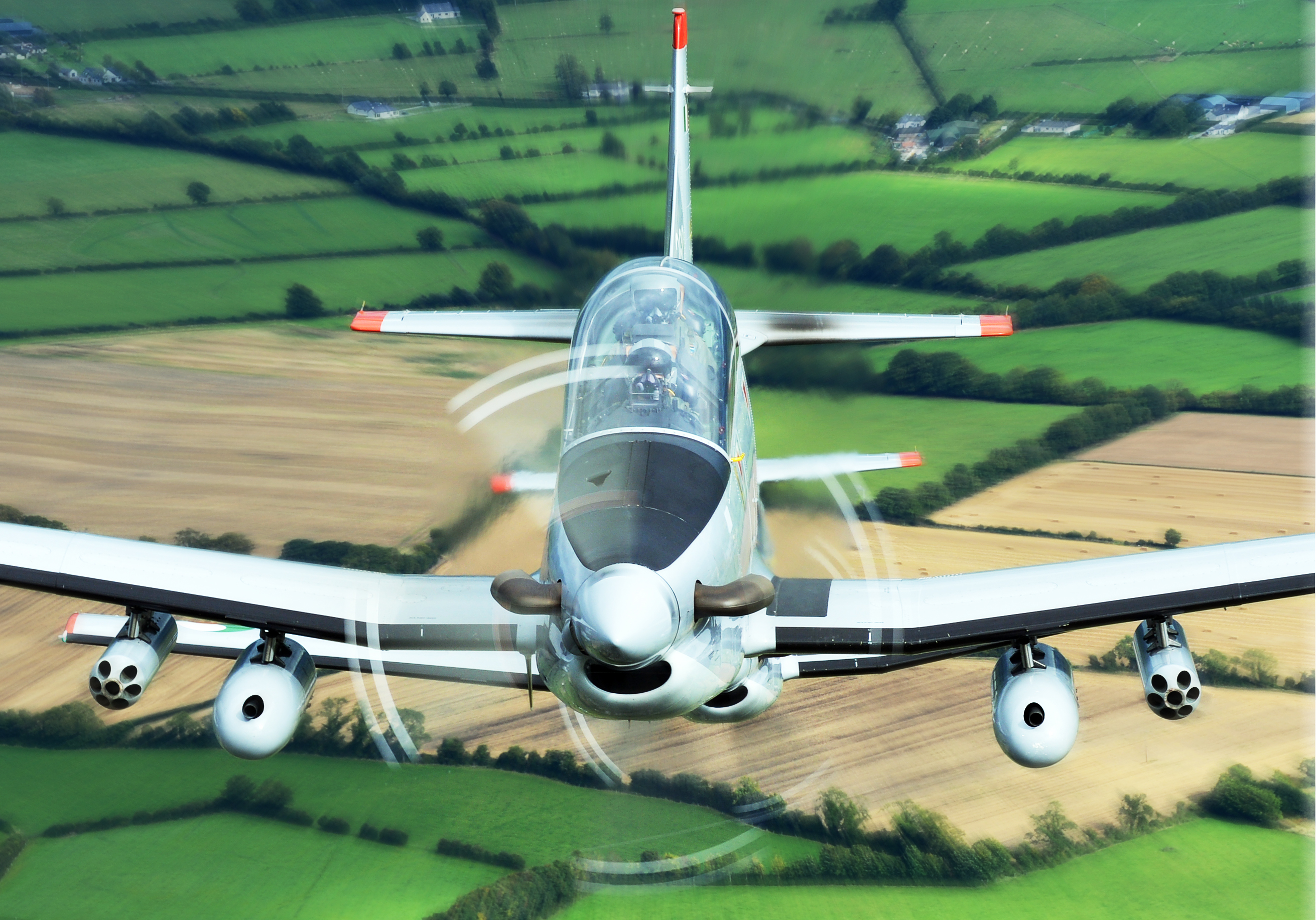
Pilatus PC-9M du Corps aérien irlandais équipé de deux nacelles FN HMP-250 avec mitrailleuse de 12,7 mm et de deux nacelles lance-roquettes LAU-7A de 70 mm.

Le FN HMP (Heavy Machine Gun Pod) est une nacelle de la société belge FN Herstal, dans lequel un calibre 50 MG modifié dans le M3P Execution[pas clair] est installé. Le HMP a été développé dans les années 1970 et a été continuellement amélioré depuis lors. 

## Histoire
La première version de ce système d'arme, le HMP 250, avait une capacité de munitions de 250 cartouches et correspondait au mât standard OTAN de 14 ". Cela lui a permis de s'adapter à tous les avions de combat et à voilure tournante de l'OTAN. Le système d'arme est destiné à un appui aérien rapproché. Au cours des décennies suivantes, différentes versions ont suivi, qui contenaient plus de munitions, avaient une armure supplémentaire sous le boîtier de l'arme ou, dans la version avec 250 cartouches, trois roquettes non guidées de 70 mm L'arme elle-même est stabilisée dans le boîtier de l'arme sur un système de chariot, qui contrôle et amortit le recul de la mitrailleuse lourde. Cela conduit à une plus grande précision. Le FN HMP 400 peut gérer tous les types de munitions  calibres 50.

## Versions du FN HMP
| Version                                   | Description                                                          |
| ----------------------------------------- | -------------------------------------------------------------------- |
| FN HMP 250 LCC (Links and case collector) | 250 munitions                                                        |
| FN HMP 400 LC (Links only)                | 400 munitions sans blindage additionnel                              |
| FN HMP 400 LCC                            | 400 munitions avec blindage additionnel sour la nacelle              |
| FN RMP LC                                 | 250 munitions et sous la nacelle trois roquettes non guidés de 70 mm |